# Leiden Botanical Series
Leiden Botanical Series (abreviado Leiden Bot. Ser.) fue una revista científica con ilustraciones y descripciones botánicas que fue publicada en Leiden desde 1975 hasta 1991. Continuó publicándose como un suplemento de Blumea.